# Tatarstan
Koordinaten: 55° 21′ N, 50° 45′ O
Tatarstan (offiziell Republik Tatarstan; tatarisch Татарстан Республикасы, russisch Республика Татарстан/ Respublika Tatarstan; deutsch auch Tatarien) ist eine autonome Republik im östlichen Teil des europäischen Russlands. Tatarstan ist eine der bevölkerungsreichsten autonomen Republiken Russlands und galt bis 2017 als besonders eigenständig. Diese Eigenständigkeit wurde 2023 durch die Regierung in Moskau stark eingeschränkt.
Die Bezeichnung Tatarstan kam erst im 19./20. Jahrhundert auf. Der ältere Begriff Tatarei bezeichnete einen wesentlich größeren Raum.

## Geographie

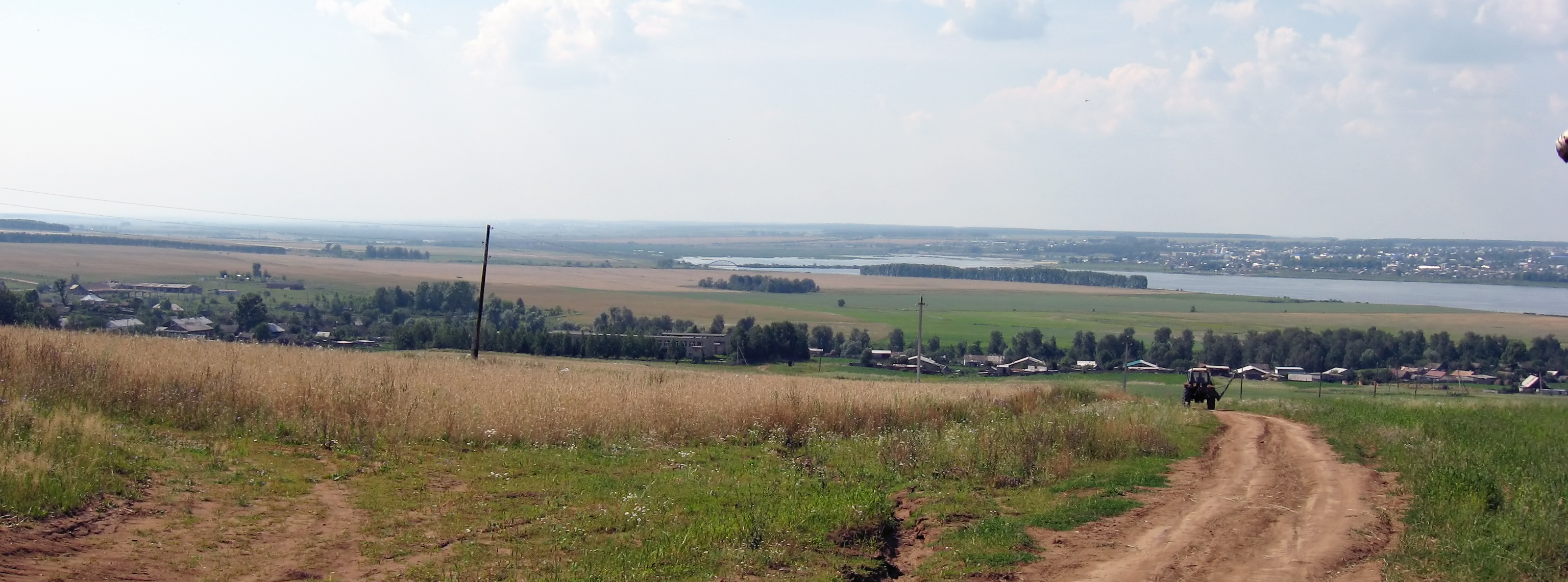
Landschaft bei Menselinsk
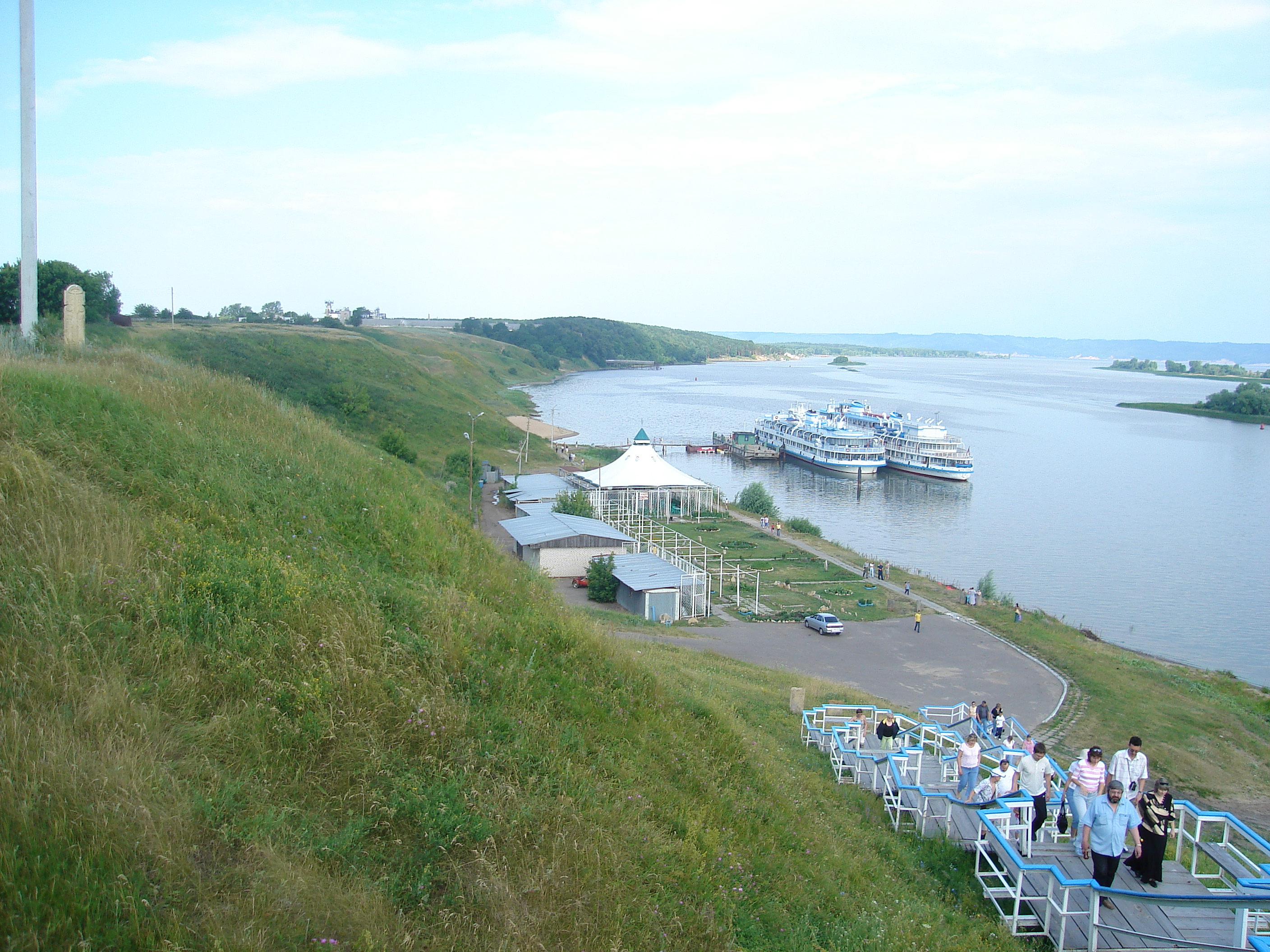
Wolgaufer bei Bolgar
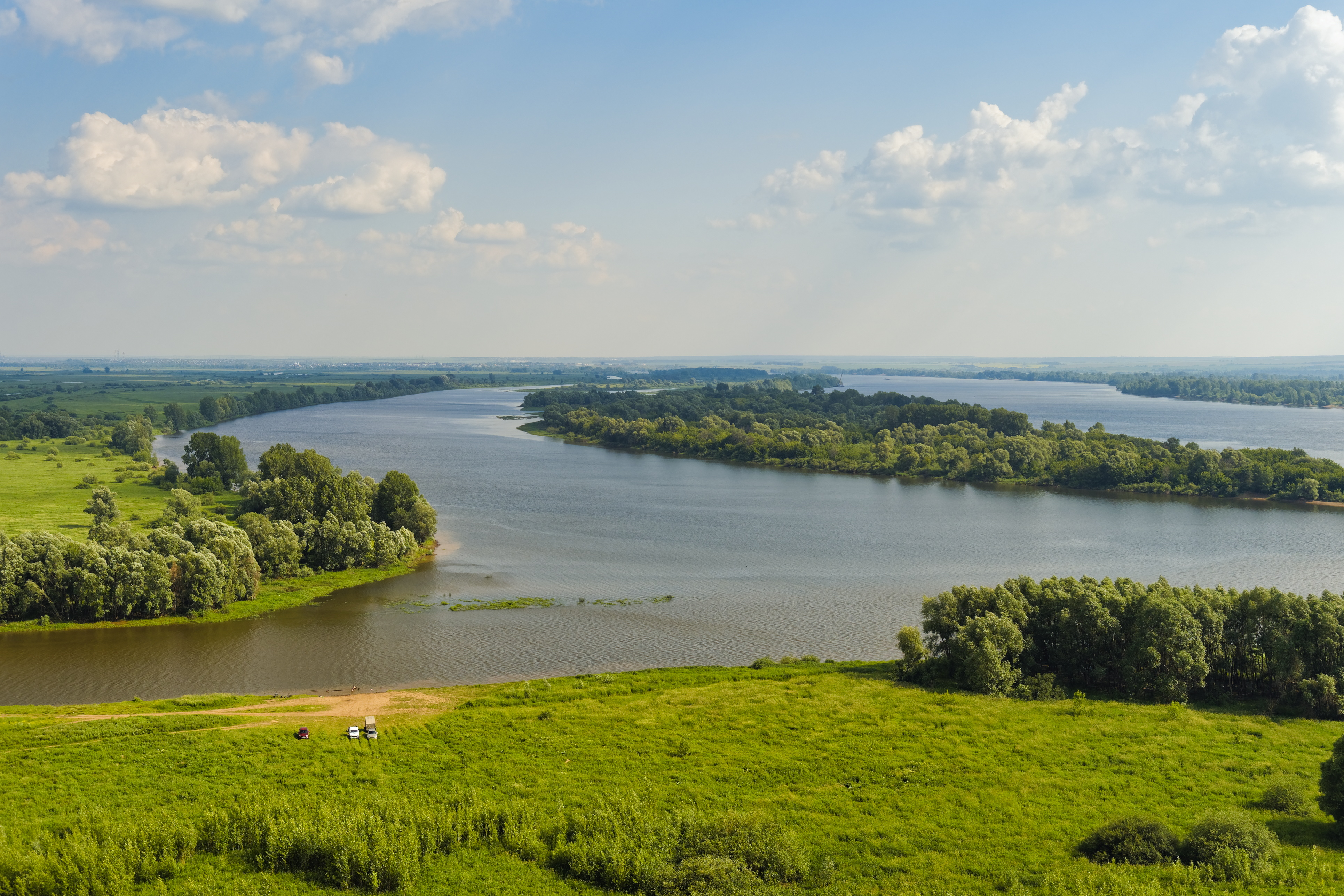
Landschaft bei Jelabuga

Tatarstan liegt westlich des Uralgebirges in der osteuropäischen Ebene am Zusammenfluss der Flüsse Wolga und Kama, der hier durch den Kuibyschewer Stausee seeartig verbreitert ist. Die maximale Nord-Süd-Ausdehnung beträgt 290 km, die maximale Ost-West-Entfernung 460 km. Tatarstan grenzt an acht Regionen der Russischen Föderation: im Norden an die Oblast Kirow, im Nordosten an Udmurtien, im Osten an Baschkortostan, im Süden an die Oblast Orenburg, Oblast Samara, Oblast Uljanowsk, im Westen an Tschuwaschien und Nordwesten an Mari El.
Rund 18 Prozent der Fläche sind von Wäldern bedeckt, die überwiegend aus Laubsorten wie Eichen, Linden oder Birken bestehen. Nadelwälder beinhalten Kiefern und Tannen. Die Republik Tatarstan verfügt auch über große Wasserressourcen. Das Flussnetz bilden neben der Wolga und der Kama unter anderen die Belaja, die Wjatka, die Swijaga, die Mjoscha, die Schischma, der Ik, die Tojma, der Isch, der Stepnoj Saj. Insgesamt gibt es 3000 Flüsse. Die Binnenwasserfläche beträgt 4400 km² oder 6,4 Prozent des Republikterritoriums. Auf dem Territorium der Republik Tatarstan befindet sich ein großer Teil des größten Stausees Europas, des Kuibyschewer Stausees mit einer Fläche von 6450 km².
Die lokale Fauna ist durch 430 Wirbeltierarten repräsentiert. Das Klima ist gemäßigt-kontinental, mit warmem anhaltendem, manchmal heißem und dürrem Sommer und gemäßigt kaltem Winter. Die Durchschnittstemperaturen liegen im Januar bei −14 °C und im Juli bei +19 °C. Die Frostperiode dauert von Mitte November bis Anfang April. Die jahresdurchschnittliche Niederschlagsmenge beträgt 430 bis 500 mm.
Die Republik Tatarstan ist reich an Bodenschätzen, Erdöl ist das wichtigste Rohstoffvorkommen (Fördermenge 1999: 26,34 Millionen Tonnen). Auf dem Territorium der Republik gibt es auch Gips (Gesamtreserven betragen 72 Millionen Tonnen), Bitumenöl (nachgewiesene Reserven 12,5 Milliarden Tonnen), Torf, Ziegelton (73,5 Millionen Kubikmeter), Kalkstein und Dolomit. Im Südwesten Tatarstans gibt es noch Vorkommen an Brennschiefer.

## Bevölkerung

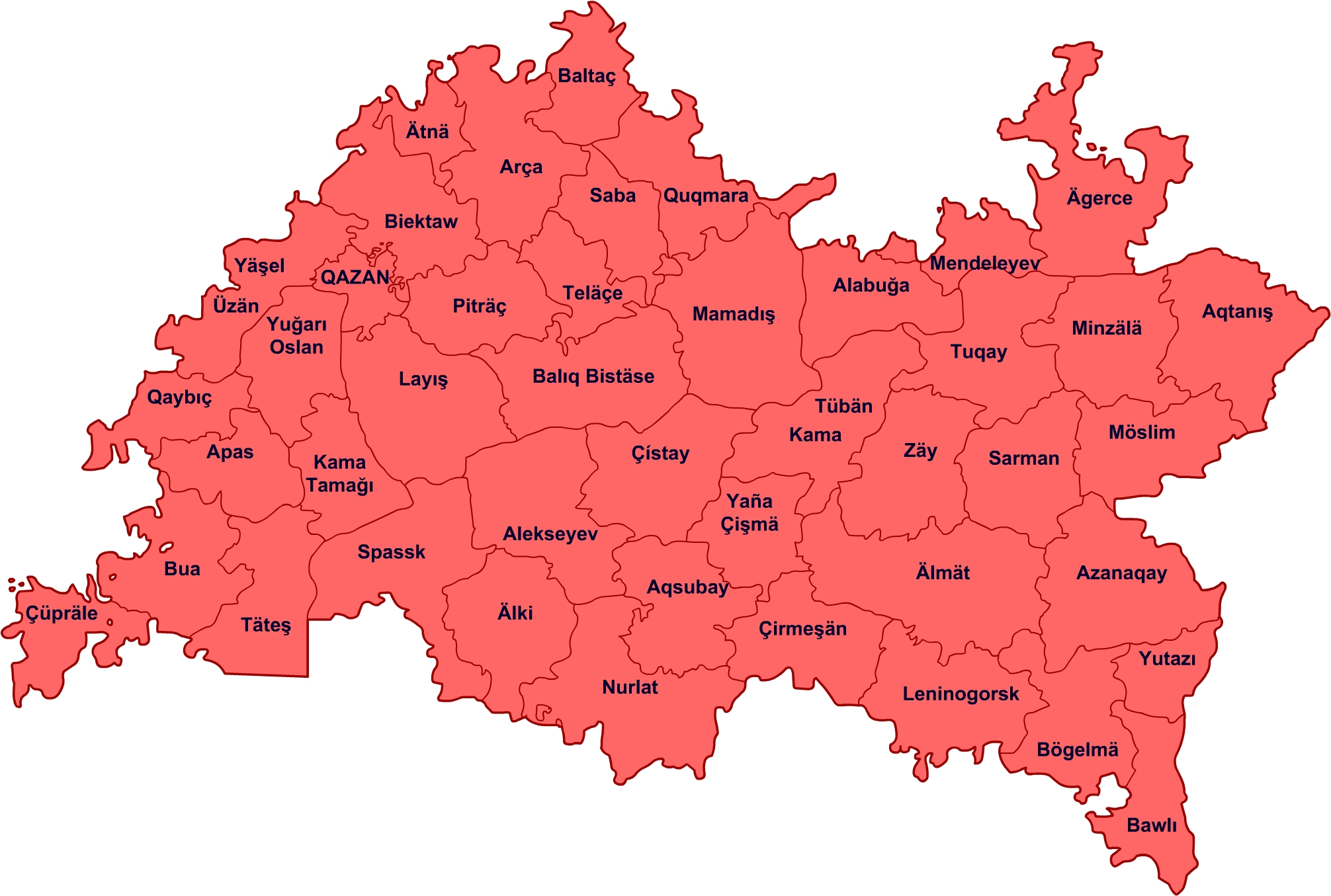
Karte der Rajone (mit tatarischen Namen)
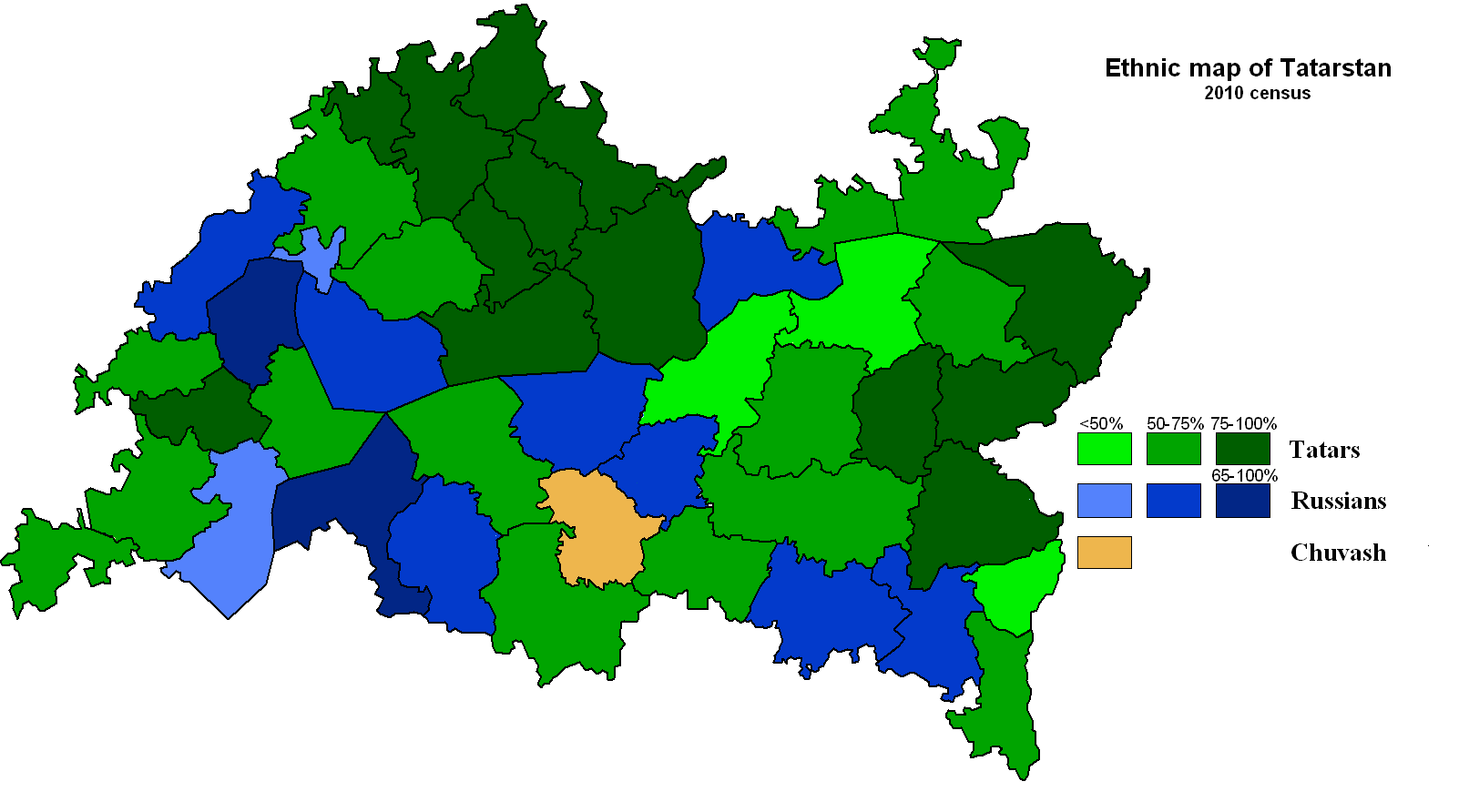
Verteilung der Ethnien (Stand: 2010)
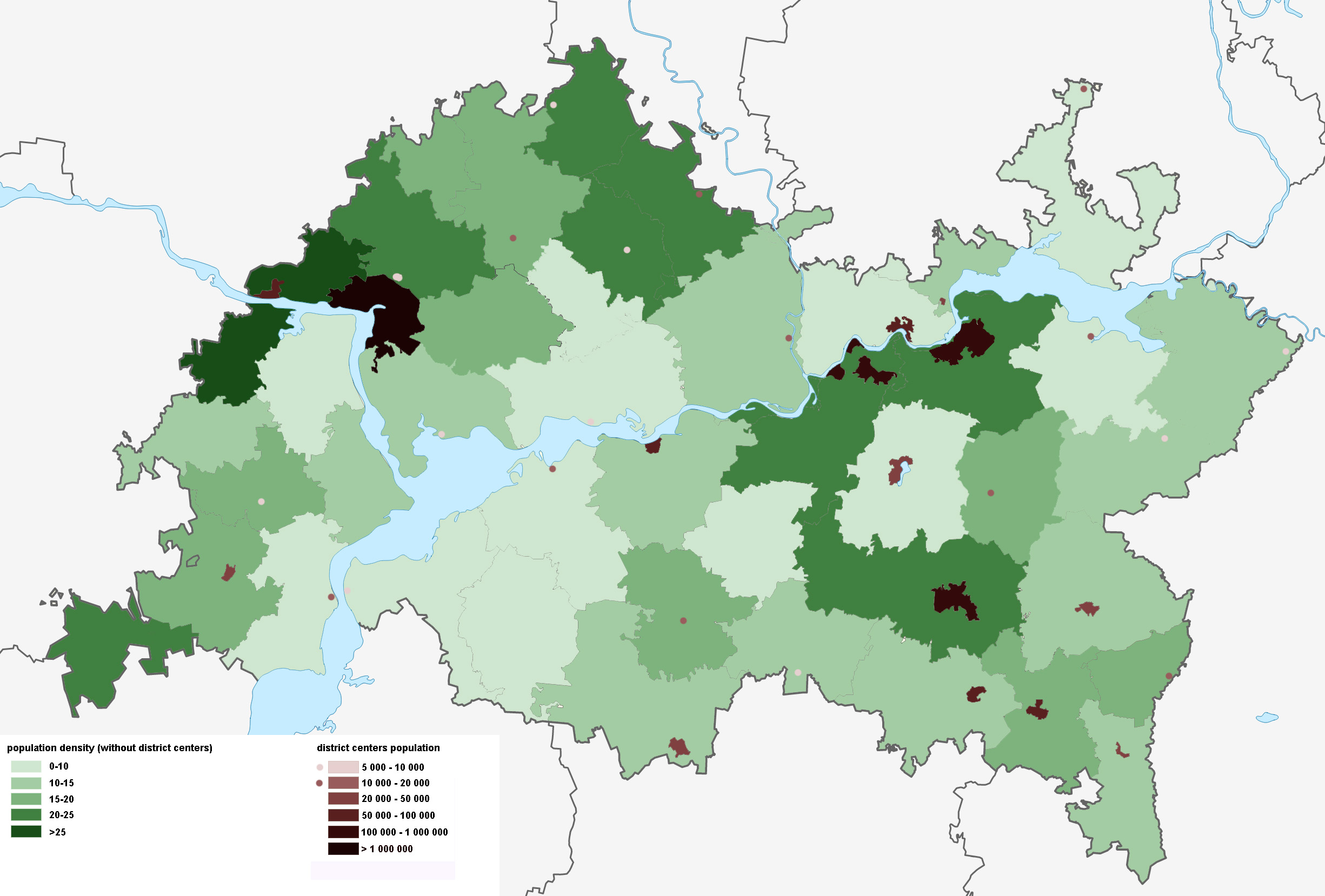
Bevölkerungsdichten

Bei der Volkszählung 2010 betrug die Einwohnerzahl Tatarstans 3.786.000. Die Tataren (Wolga-Ural-Tataren) machten knapp über die Hälfte der Einwohnerschaft aus. Nicht ganz 40 % der Bevölkerung sind Russen. Eine weitere bedeutende Volksgruppe sind die Tschuwaschen. Größere Nationalitäten innerhalb der Republik sind zudem die Udmurten, Mordwinen, Mari, Ukrainer und Baschkiren.
Die Tataren sind ein Turkvolk, welches aus der Ethnogenese der einheimischen wolgabulgarischen Bevölkerung mit kiptschak-türkisch sprechenden Völkern, die infolge der Invasion der Mongolen in die Region einfielen, entstand. Noch um 1990 betrug der Anteil der Tataren an der Bevölkerung Tatarstans (Tatarische ASSR) nur etwa 48,5 %, er steigt allerdings wegen der geringfügig höheren Geburtenrate der ethnisch tatarischen Bevölkerungsanteile leicht an. Amtssprachen in Tatarstan sind die russische und die tatarische Sprache. Letztere wird sowohl mit dem kyrillischen wie auch mit dem lateinischen Alphabet geschrieben. Offiziell ist allerdings nur die kyrillische Schreibweise der tatarischen Sprache.
| Volksgruppe | VZ 1926   | VZ 1926 | VZ 1939   | VZ 1939 | VZ 1959   | VZ 1959 | VZ 1970   | VZ 1970 | VZ 1979   | VZ 1979 | VZ 1989   | VZ 1989 | VZ 2002   | VZ 2002 | VZ 2010 2 | VZ 2010 2 |
| Volksgruppe | Anzahl    | %       | Anzahl    | %       | Anzahl    | %       | Anzahl    | %       | Anzahl    | %       | Anzahl    | %       | Anzahl    | %       | Anzahl    | %         |
| --- | --------- | ------- | --------- | ------- | --------- | ------- | --------- | ------- | --------- | ------- | --------- | ------- | --------- | ------- | --------- | --------- |
| Tataren 1 | 1.262.383 | 48,7 %  | 1.421.514 | 48,8 %  | 1.345.195 | 47,2 %  | 1.536.430 | 49,1 %  | 1.641.603 | 47,6 %  | 1.765.404 | 48,5 %  | 2.000.116 | 52,9 %  | 2.012.571 | 53,2 %    |
| Russen | 1.118.834 | 43,1 %  | 1.250.667 | 42,9 %  | 1.252.413 | 43,9 %  | 1.328.738 | 42,4 %  | 1.516.023 | 44,0 %  | 1.575.361 | 43,3 %  | 1.492.602 | 39,5 %  | 1.501.369 | 39,7 %    |
| Tschuwaschen | 127.330   | 4,9 %   | 138.935   | 4,8 %   | 143.552   | 5,0 %   | 153.496   | 4,9 %   | 147.088   | 4,3 %   | 134.221   | 3,7 %   | 126.532   | 3,3 %   | 116.252   | 3,1 %     |
| Udmurten | 23.873    | 0,9 %   | 25.932    | 0,9 %   | 22.657    | 0,8 %   | 24.533    | 0,8 %   | 25.330    | 0,7 %   | 24.796    | 0,7 %   | 24.207    | 0,6 %   | 23.454    | 0,6 %     |
| Mordwinen | 35.084    | 1,4 %   | 35.759    | 1,2 %   | 32.932    | 1,2 %   | 30.963    | 1,0 %   | 29.905    | 0,9 %   | 28.859    | 0,8 %   | 23.702    | 0,6 %   | 19.156    | 0,5 %     |
| Mari | 13.130    | 0,5 %   | 13.979    | 0,5 %   | 13.513    | 0,5 %   | 15.643    | 0,5 %   | 16.842    | 0,5 %   | 19.446    | 0,5 %   | 18.787    | 0,5 %   | 18.848    | 0,5 %     |
| Ukrainer | 3.143     | 0,1 %   | 13.087    | 0,4 %   | 16.099    | 0,6 %   | 16.868    | 0,5 %   | 28.577    | 0,8 %   | 32.822    | 0,9 %   | 24.016    | 0,6 %   | 18.241    | 0,5 %     |
| Baschkiren | 1.752     | 0,07 %  | 931       | 0,03 %  | 2.063     | 0,07 %  | 2.888     | 0,09 %  | 9.256     | 0,3 %   | 19.106    | 0,5 %   | 14.911    | 0,4 %   | 13.726    | 0,4 %     |
| Deutsche | 615       | 0,02 %  | 1.083     | 0,04 %  | 1.427     | 0,05 %  | 1.351     | 0,04 %  | 2.352     | 0,07 %  | 2.775     | 0,08 %  | 2.882     | 0,08 %  | 2.200     | 0,06 %    |
| Andere | 7.888     | 0,3 %   | 13.390    | 0,5 %   | 20.566    | 0,7 %   | 20.328    | 0,6 %   | 28.436    | 0,8 %   | 38.952    | 1,1 %   | 51.510    | 1,4 %   | 60.671    | 1,6 %     |
| Einwohner | 2.594.032 | 100 %   | 2.915.277 | 100 %   | 2.850.417 | 100 %   | 3.131.238 | 100 %   | 3.445.412 | 100 %   | 3.641.742 | 100 %   | 3.779.265 | 100 %   | 3.786.488 | 100 %     |
| 1 einschließlich Keräschen (christliche Tataren) (1926 99.041, 2002 18.760 und 2010 29.962 Personen) 2 6.052 Personen konnten keiner Volksgruppe zugeteilt werden. Diese Leute verteilen sich vermutlich anteilmässig gleich wie die ethnisch zugeschiedenen Einwohner. |           |         |           |         |           |         |           |         |           |         |           |         |           |         |           |           |

## Religionen

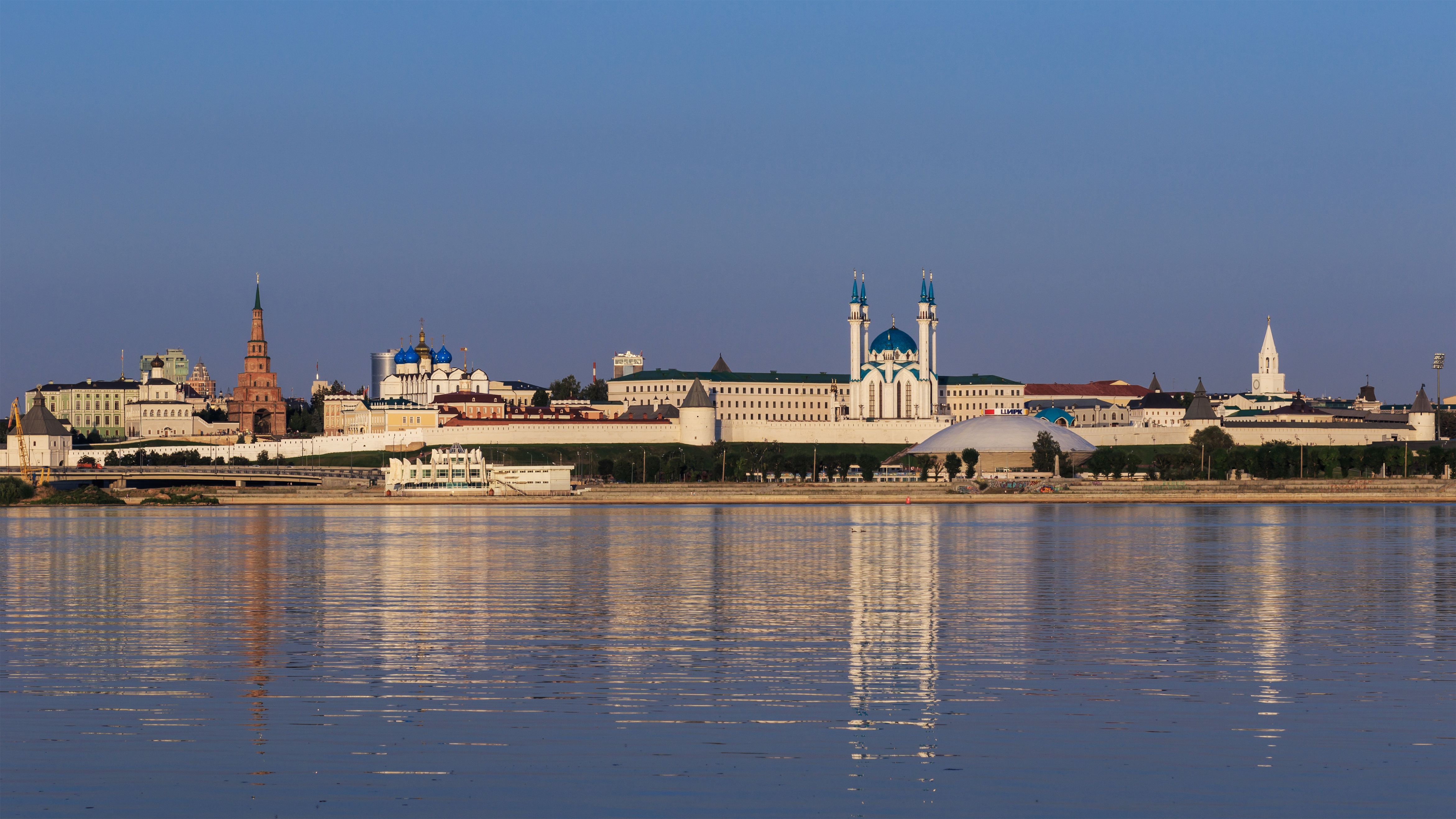
Der Kasaner Kreml mit Kul-Scharif-Moschee und Mariä-Verkündigungs-Kathedrale

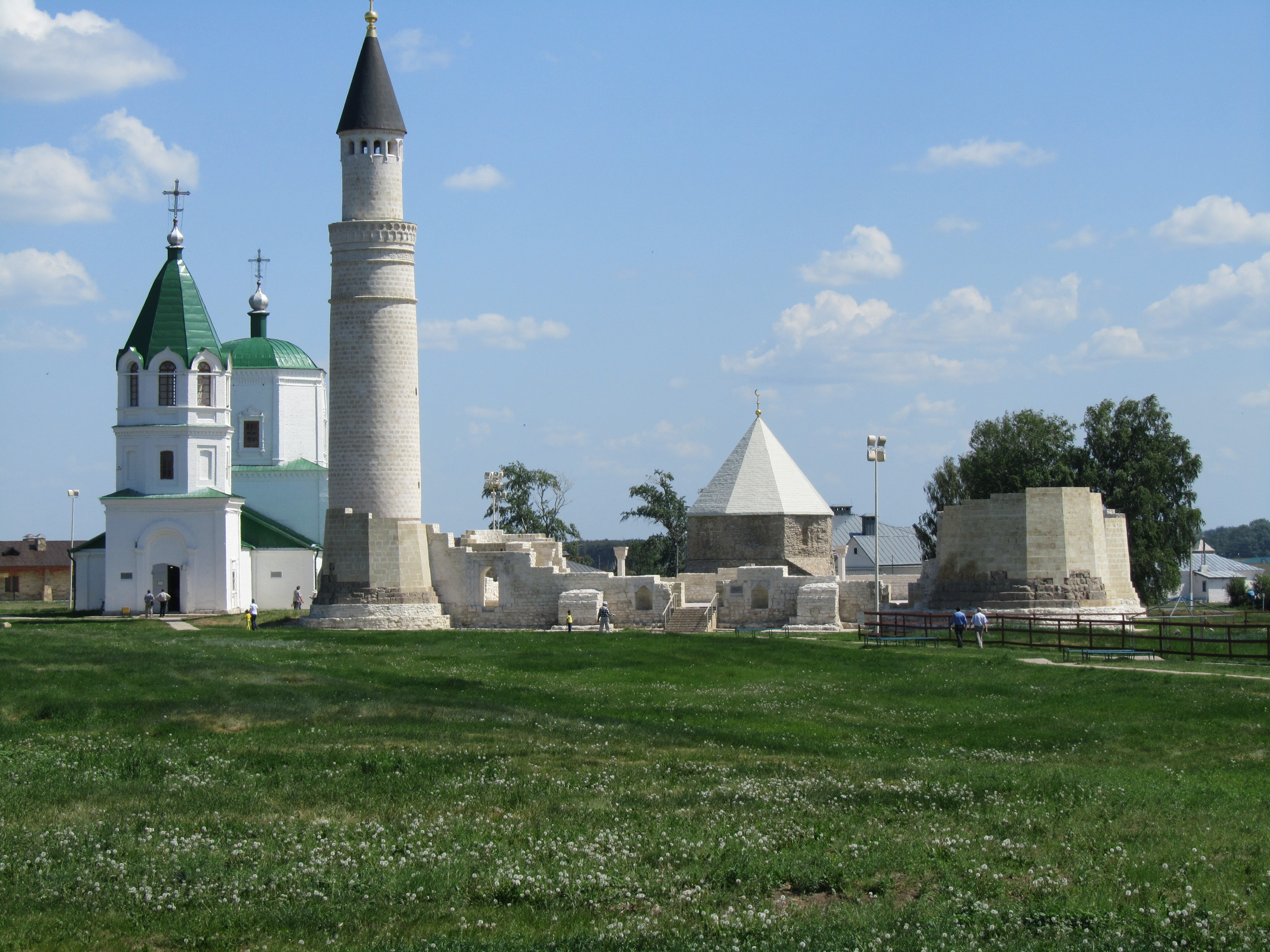
Minarett neben Kirche in Bolgar

### Islam
Die am weitesten verbreitete Religion in der Republik Tatarstan ist der Islam, dem 54 Prozent der Bevölkerung angehören. Der Islam wurde bereits 922 zur offiziellen Religion im Reich der Wolgabulgaren. Wichtigste muslimische Organisation Tatarstans ist die 1992 gegründete Geistliche Verwaltung der Muslime der Republik Tatarstan (Duchownoje uprawlenije musulman Respubliki Tatarstan; DUMRT). Sie vertritt ca. 900 Gemeinden in Tatarstan, unterhält die zentrale Kul-Scharif-Moschee und ist dem Russischen Muftirat angeschlossen. Die Organisation, die seit 2013 von Kamil Samigullin geleitet wird, gibt mehrere Zeitschriften heraus und umfasst insgesamt acht Abteilungen: 1. Wissenschaft, 2. Erziehung, 3. islamische Mission, 4. internationale Angelegenheiten, 5. Architektur- und Bauangelegenheiten, 6. Beziehungen zu staatlichen Institutionen, 7. Abteilung für Haddsch-Angelegenheiten, und 8. Abteilung für Halāl-Zertifizierung. 1998 gründete die DUMRT zusammen mit dem Russischen Muftirat in Kasan die „Russländische Islamische Universität“ (Rossiskij Islamskij Universitet) als islamische Hochschule. Sie besteht bis heute als Russländisches Islamisches Institut (Rossiskij Islamskij Institut) weiter.
Neben der DUMRT existiert noch eine „Zentrale Geistliche Verwaltung der hanafitischen Muslime der Republik Tatarstan, Sibiriens und des Wolgagebiets“ (Zentralnoje Duchownoje uprawlenije musulman-chanifitow Respubliki Tatarstan, Sibiri i Powolschja), die der ZDUM untersteht. Sie kontrolliert allerdings nur drei Gemeinden der Republik Tatarstan.

### Andere Religionen
Die zweitwichtigste Religion ist das russisch-orthodoxe Christentum. Die orthodoxe Kirche trat Mitte des 16. Jahrhunderts nach der Eroberung des Kasaner Khanats durch das Russische Zarentum in Erscheinung. Zu dieser Religion bekennen sich 1,6 Prozent der Tataren, die sogenannten Kriaschen („Getaufte“), die Russen, Tschuwaschen, Mari, Mordwinen und Udmurten. Es gibt kleine Kirchengemeinden, die sich zu anderen Richtungen des Christentums bekennen: Altorthodoxe, Katholiken, Lutheraner und Baptisten.
Katholische Pfarreien bestehen in Kasan und Nabereschnyje Tschelny. Sie gehören zum Bistum St. Clemens in Saratow.
Daneben sind Anhänger der jüdischen Religion und des Buddhismus in geringer Zahl vertreten. 1 Prozent der Tataren (jene in Sibirien) sind Anhänger des althergebrachten Tengrismus.

## Rolle des Islam
Der Anfang der 1990er Jahre zeichnete sich durch institutionelle Entwicklung des Islam in Tatarstan aus, die ihren Niederschlag in erster Linie im sprunghaften Anstieg muslimischer Gemeinden fand. Während 1988 nur noch 18 islamische Verbände registriert waren, wuchs deren Zahl 1992 auf 700. 2014 waren knapp 1500 Gemeinden registriert. Seit Jahren beobachten das russische Innenministerium und der Inlandsgeheimdienst FSB eventuelle islamistische Tendenzen in Tatarstan und versuchen diese rechtzeitig zu bekämpfen. Dennoch kam es 2010 zu Auseinandersetzungen zwischen den Sicherheitskräften und örtlichen Muslimen in der Stadt Nurlat. Im Juli 2012 wurde ein Attentat auf den Mufti Tatarstans, Ildus Fajsow, den Anführer der gemäßigten Kräfte (Traditionalisten), verübt. Kurz zuvor war sein Stellvertreter Waliulla Jakupow ermordet worden. In dieser Zeit verschärfte sich der Konflikt zwischen den „Traditionalisten“, die sich für liberale, „euroislamische“ Werte einsetzen, und den u. a. aus dem Nordkaukasus stammenden Extremisten, die Jugendliche in Tatarstan radikalisieren und für potenzielle Terroranschläge werben.

## Geschichte

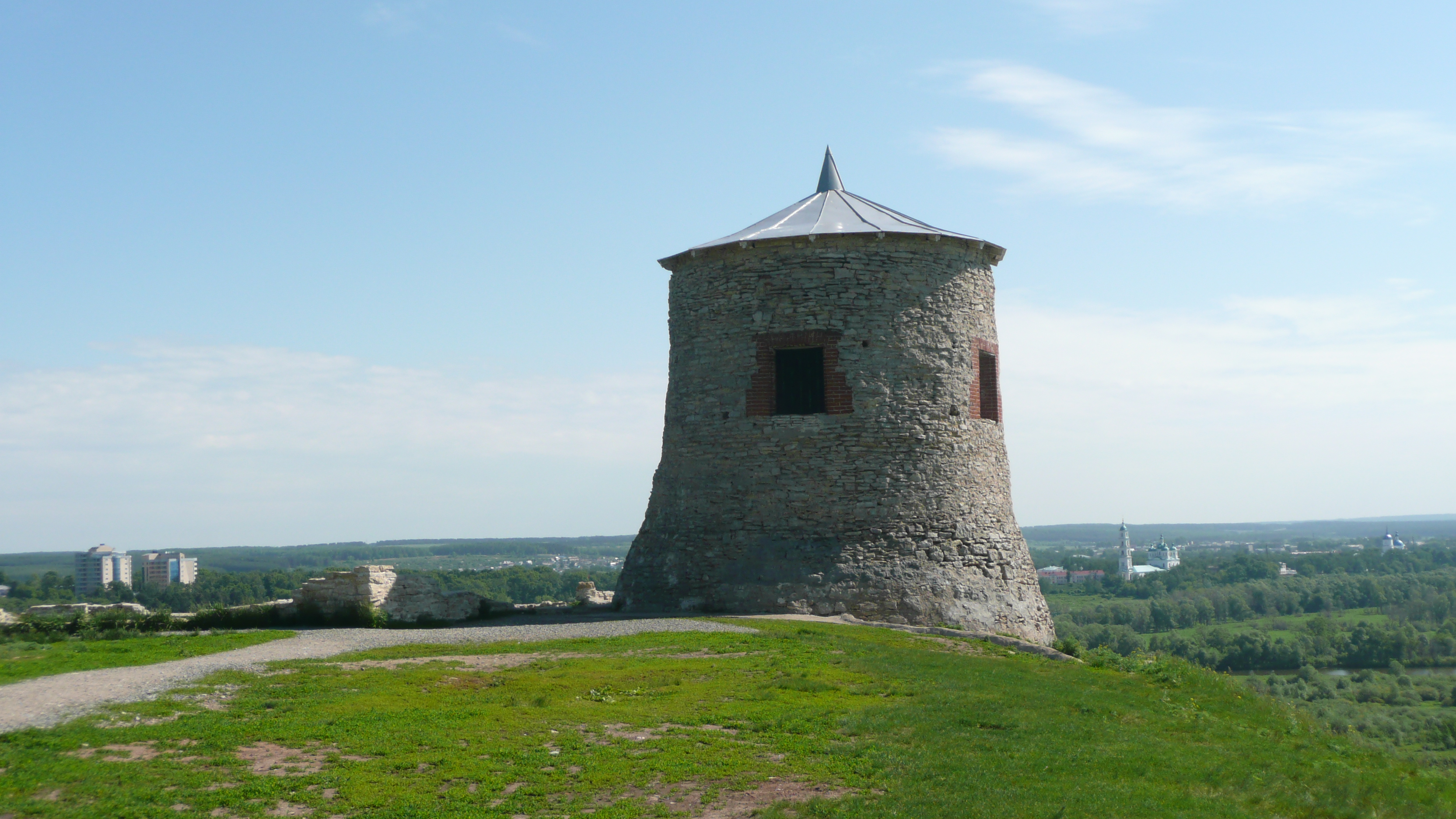
Turm der Teufelsburg aus der Zeit der Wolgabulgaren mit Blick auf Jelabuga

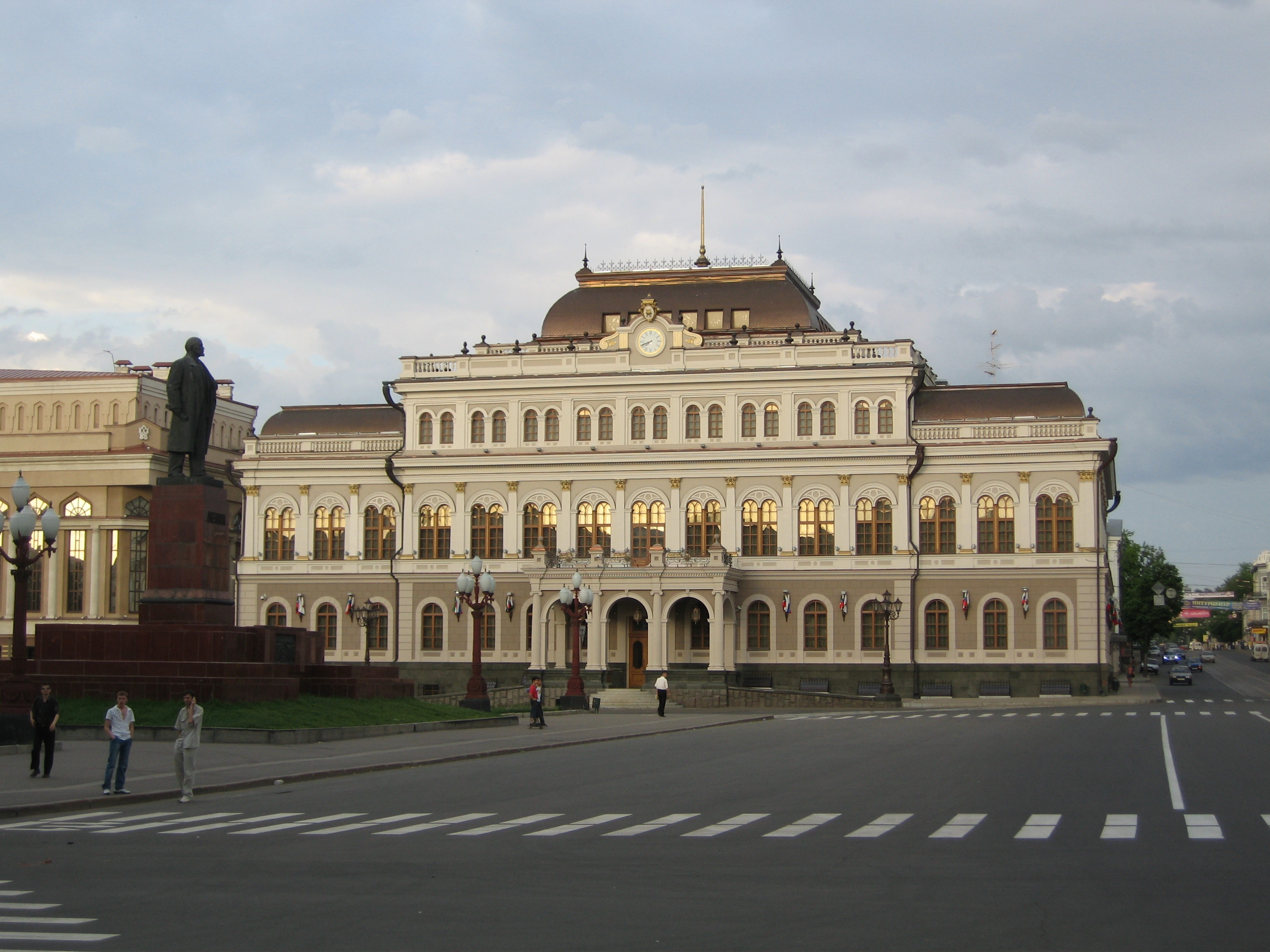
Rathaus in Kasan

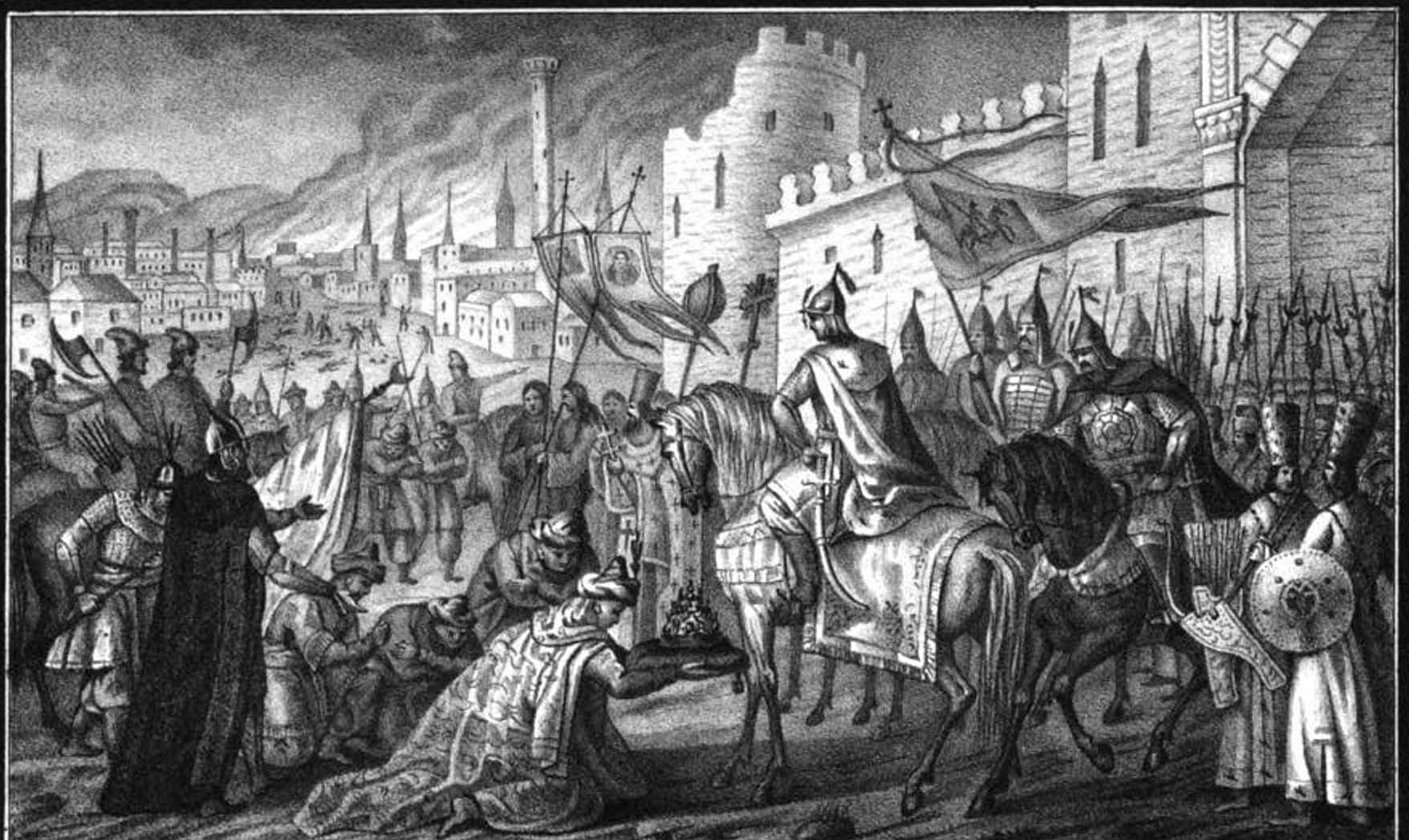
Gemälde der Eroberung Kasans durch Iwan den Schrecklichen

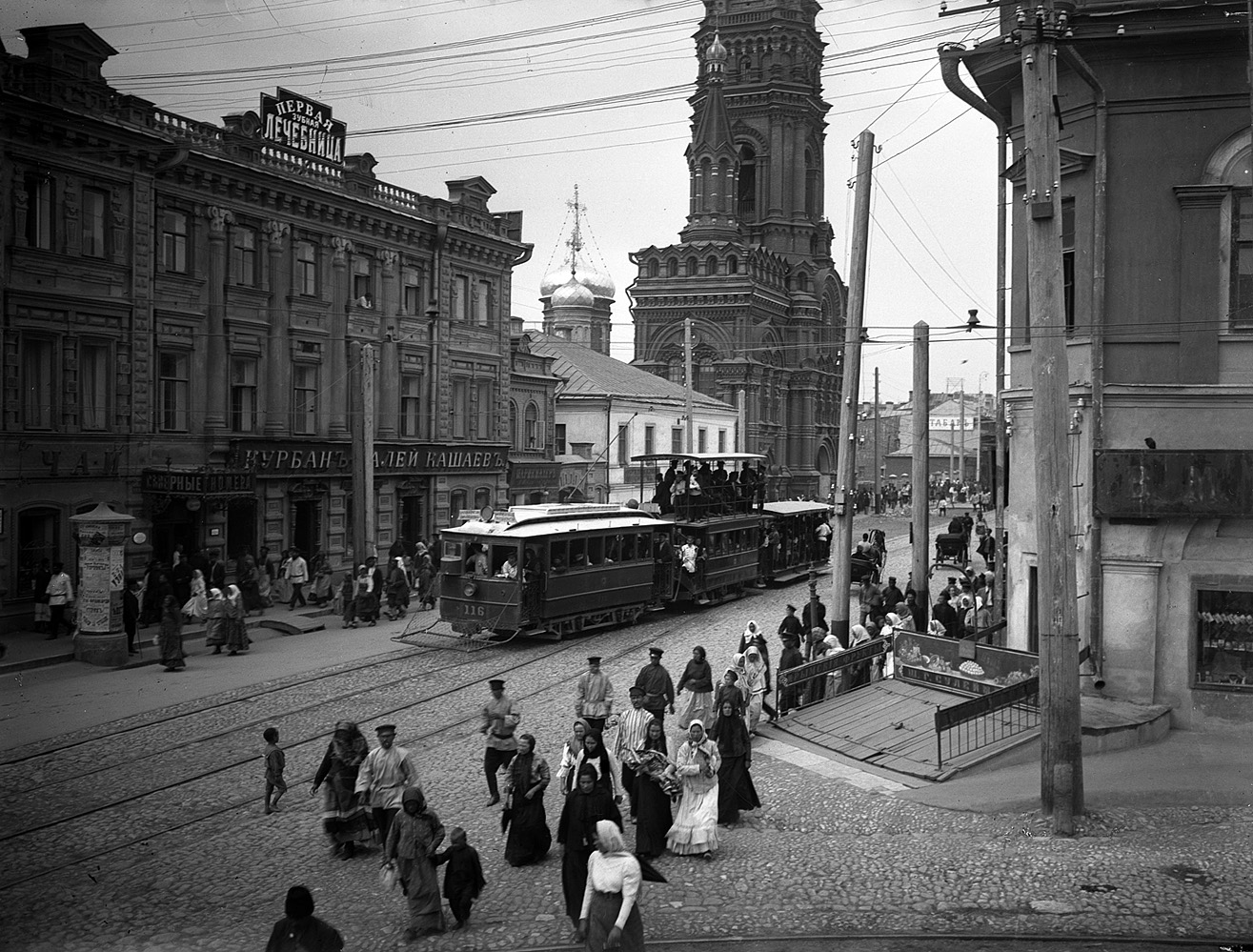
Straße in Kasan Anfang des 20. Jahrhunderts

Die Besiedlung des Gebietes Tatarstans begann bereits im Paläolithikum, vor etwa 100.000 Jahren. Der erste Staat, das Reich der Wolgabulgaren entstand um das Jahr 900 n. Chr. Im Jahre 922 wurde der Islam zur Staatsreligion, wodurch das Wolgabulgarenreich unter Einfluss des Arabischen Kalifats geriet. Nach hartnäckigem Widerstand gegen die Mongolischen Einfälle fiel das hochentwickelte Reich der Wolgabulgaren 1236 an die Goldene Horde.
Durch innere Zerrüttung zerfiel die Horde in halbunabhängige Emirate. Auf dem Territorium des heutigen Tatarstan bildete sich 1438 das Nachfolgekhanat Kasan. Die Beziehungen zwischen dem Kasaner Khanat und dem nahe gelegenen Moskau waren kriegerischer Natur (vgl. Moskau-Kasan-Kriege). Der stärker gewordene russische Staat eroberte schließlich unter Iwan dem Schrecklichen das Khanat. Nach der russischen Eroberung wurde die bisherige herrschende Schicht entmachtet und das Khanat Kasan vollständig in den russischen Staatsverband eingegliedert. Der Islam als Religion wurde jedoch toleriert, wenngleich der Einfluss des Christentums zunahm, da sich mehr und mehr Russen im Gebiet des heutigen Tatarstan ansiedelten. Einzelne Versuche zur Missionierung der Tataren durch die Russisch-Orthodoxe Kirche vor allem im 19. Jahrhundert blieben weitgehend erfolglos. Die tatarische Kaufmannschaft behielt auch unter russischer Herrschaft ihre wirtschaftliche Bedeutung vor allem im Handel zwischen Osteuropa und den muslimischen Staaten Zentralasiens. Dadurch wurde Kasan zu einem der wichtigsten industriellen und kulturellen Zentren Russlands und 1708 zum Zentrum des Gouvernement Kasan erklärt.
Im 19. und beginnenden 20. Jahrhundert waren die Tataren das wirtschaftlich am weitesten entwickelte der muslimischen Turkvölker des Russischen Kaiserreiches. Kasan hatte als Zentrum des muslimischen Bildungswesens und Erscheinungsort gedruckter Publikationen in den Turksprachen große Bedeutung über das Gebiet Tatarstans hinaus. 1920 erklärten die Bolschewiki Tatarstan zu einer Autonomen Sozialistischen Sowjetrepublik (Tatarische ASSR) innerhalb der RSFSR. Obwohl die Tataren zahlreicher waren als z. B. die baltischen Völker und von Anfang an auch im Staatswappen der Sowjetunion als sechstwichtigste Nation aufgeführt worden waren, erhielt Tatarstan nicht den Rang einer Unionsrepublik (SSR).
Im Jahre 1988 wurde in Tatarstan das Tatarische Zentrum gebildet, das für die völlige Unabhängigkeit des Landes und für eine kulturelle Einheit der im Land lebenden Tataren mit denen in Baschkortostan, Tschuwaschien und Sibirien eintrat.
Während der Auflösung der Sowjetunion erklärte sich Tatarstan am 30. August 1990 zur souveränen Republik, was 1992 durch ein Referendum bestätigt wurde. Im November desselben Jahres wurde die Verfassung der Republik Tatarstan verabschiedet. Den 1994 geschlossenen Föderationsvertrag unterzeichnete Tatarstan im Gegensatz zu den meisten anderen Republiken Russlands nicht in unveränderter Form, sondern vereinbarte mit der russischen Zentralmacht Sonderrechte, die unter anderem eine erweiterte wirtschaftliche Autonomie beinhalten. Erst im Jahr 2000 übernahm die Republik Tatarstan auch die in der Russischen Föderation geltenden Normen zur Ablieferung von Einnahmen an den föderalen Haushalt.
Kurz nachdem das Parlament der Ukraine am 18. Oktober 2022 die Republik Itschkerien als vorübergehend von der Russischen Föderation besetzt anerkannte, wurde am 9. November 2022 auch ein Resolutionsentwurf zur Anerkennung der staatlichen Souveränität und Unabhängigkeit der Republik Tatarstan registriert. Stand Frühling 2023 wird der Resolutionsentwurf noch im Ausschuss für Außenpolitik und zwischenparlamentarische Zusammenarbeit bearbeitet.

## Politik

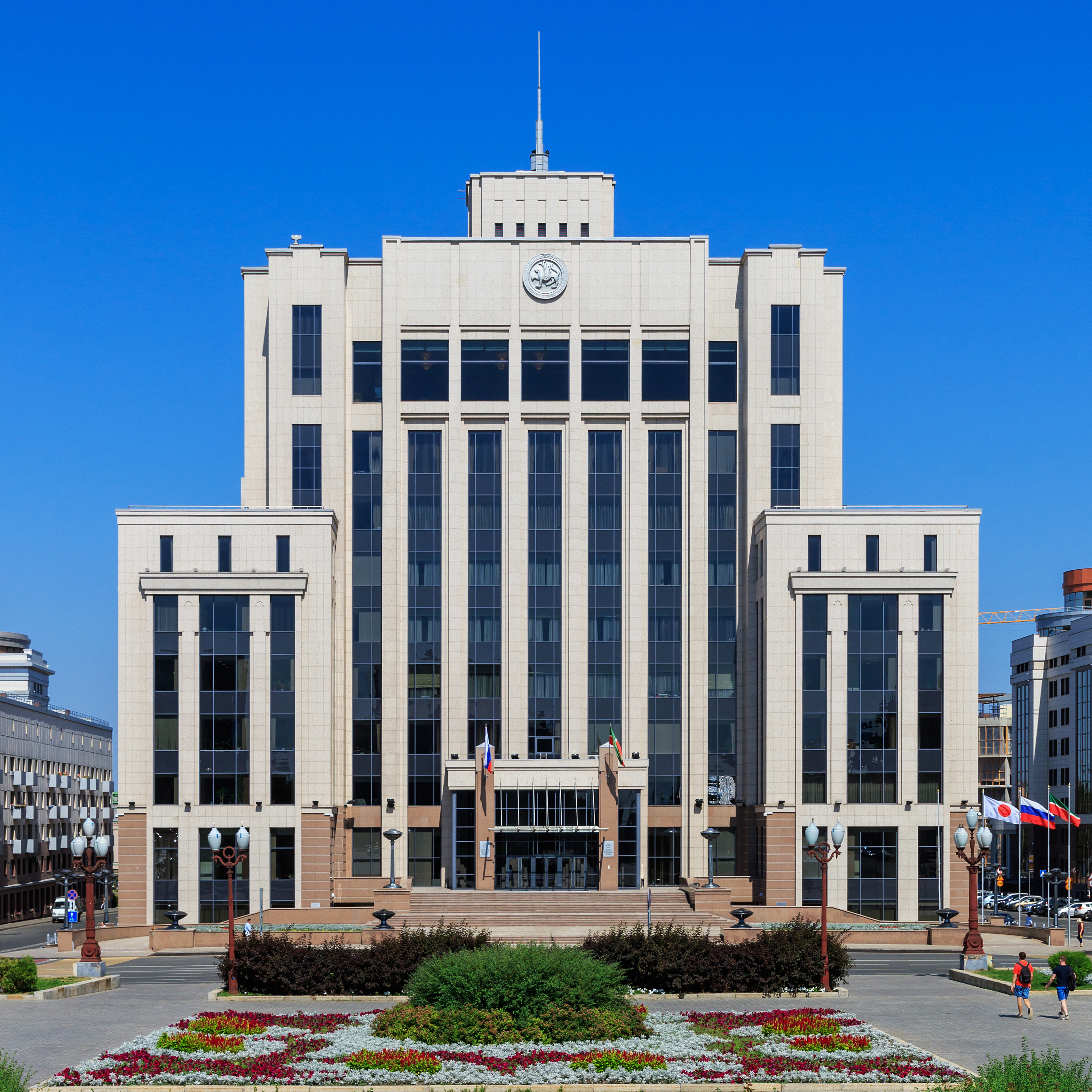
Das Gebäude des Ministerkabinetts der Republik Tatarstan

Tatarstan ist heute eine Föderationsrepublik der Russischen Föderation, die – bis zu ihrer Einschränkung durch die Russische Föderation seit den 2000er Jahren – gewisse Sonderrechte genoss. In Artikel 1.3 der Verfassung der Republik Tatarstan ist festgelegt, dass der Status der Republik Tatarstan nicht verändert werden kann ohne Zustimmung sowohl der Republik Tatarstan als auch der Russischen Föderation. Mit der Einschränkung der Sonderrechte verlor das Staatsoberhaupt der Republik Tatarstan auch den Titel „Präsident“ und trägt seither den Titel „Rais“, einen Titel, den Chefs oder Anführer in arabischen bzw. islamischen Gesellschaften tragen. Im Rahmen dieser Sonderrechte vertrat der Präsident die Republik Tatarstan völkerrechtlich, er konnte Vertreter der Republik in ausländischen Staaten und in internationalen Organisationen ernennen und entlassen sowie Verträge mit ausländischen Staaten abschließen. Rais ist Rustam Minnichanow (tatarisch Рөстәм Нургали улы Миңнеханов/Röstäm Nurğäli ulı Miñnexanov).
Der Staatsrat der Republik Tatarstan, das Parlament der Republik Tatarstan, ist das höchste repräsentative, gesetzgebende und kontrollierende Organ der Staatsgewalt der Republik Tatarstan und besteht aus 130 Volksdeputierten. Diese werden von den Bürgern der Republik Tatarstan in allgemeiner, unmittelbarer, freier, gleicher und geheimer Wahl gewählt.
Moskau investierte in Tatarstan verhältnismäßig großzügig. Der Bau der Metro Kasan wurde beispielsweise mit über 50 Prozent getragen – andere Städte mussten 80 Prozent selbst übernehmen.
Nach der Wahl Wladimir Putins zum Präsidenten der Russischen Föderation im Jahre 2000 wurden die politisch-wirtschaftlichen Privilegien der Autonomen Republik Tatarstan im Zuge des Abbauprozesses der vertikalen Gewaltenteilung in Russland schrittweise abgebaut. Die 2007 ausgelaufene Vereinbarung zwischen Moskau und Kasan wurde zwar um weitere zehn Jahre verlängert, jedoch musste die autonome Provinz erhebliche Einschnitte hinsichtlich ihrer Sonderrechte hinnehmen. Diesen Vertrag, der seinerseits im Juli 2017 abgelaufen ist, ließ Putin endgültig aussetzen. Somit verlor Tatarstan als letzte russische Teilrepublik ihren Sonderstatus. Präsident Minnichanow kommentierte die Entscheidung mit den Worten: „Die Beziehungen zum Zentrum (Moskau) sind wichtiger als ein Stück Papier – unter den derzeitigen Umständen.“ Das Recht, eigene Steuern zu beschließen und über Naturschätze zu verfügen, war damit hinfällig. Nachdem dasselbe Anliegen 2021 noch gescheitert war, wurde am 23. Dezember 2022 das Symbol des Sonderstatus, die Bezeichnung „Präsident“, nach jahrelangem Drängen des Kremls abgeschafft. Dem amtierenden Präsidenten Rustam Minnichanow wurde jedoch erlaubt, den Titel „Präsident“ noch bis zum Ende seiner Amtszeit im Jahr 2025 weiter zu führen. Danach sollte die Amtsbezeichnung „Rais“ lauten. Nach einem Treffen Minnichanows mit Präsident Putin in Moskau am 23. Januar 2023 strich das tatarische Parlament die Sonderregelung mit der Übergangsfrist bis zum Jahr 2025 überraschend und führte die Bezeichnung „Rais“ schon zum 6. Februar 2023 ein.

## Kultur und Bildung

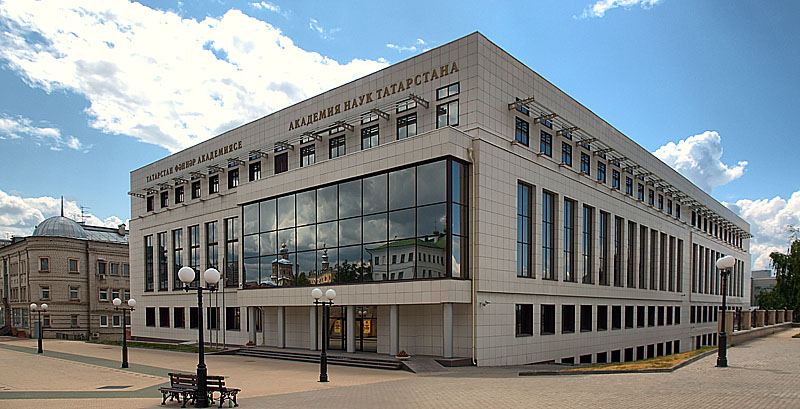
Akademie der Wissenschaften der Republik Tatarstan

Die Republik besitzt ein sehr reiches Geschichts- und Kulturerbe. Das Zusammentreffen mindestens dreier Kulturkreise (des turktatarischen, des russischen und des finno-ugrischen) sowie zweier Religionen (Islam und Christentum) definiert die Einzigartigkeit dieser Region, die Originalität ihrer Kultur und ihrer Werte. Auf dieser Grundlage entwickelte sich im Weiteren die ganze tatarische Kultur. Das Wappen der Republik heißt Aq Bars und geht auf die Zeit des Khanats zurück.
Tatarstan besitzt zwölf professionelle Theater, davon sieben in Kasan, eine Philharmonie, mehrere Staatsorchester (Staatliches Sinfonieorchester der Republik Tatarstan), eine Reihe Verlagshäuser, 88 staatliche Museen, fünf Nationalparks, 1700 Bibliotheken, 170 Zeitungen und 35 Zeitschriften.
Tatarstan hat eine sehr große Bildungstradition. In der Republik gibt es 2434 allgemeinbildende Schulen und 30 Hochschulen (darunter 16 staatliche), die meisten Hochschulen sind in Kasan angesiedelt. Vier der Kasaner Hochschulen (die Kasaner Föderale Universität, die Hochschule für Wirtschaft und Finanzen Kasan, die Technologische Staatsuniversität Kasan und die Technische Tupolew-Staatsuniversität) zählen zu den 50 besten Hochschulen Russlands. Durch Erlass des Präsidenten der Republik Tatarstan wurde am 30. September 1991 die Akademie der Wissenschaften der Republik Tatarstan gegründet.

## Wirtschaft
Tatarstan gilt als eine der reichsten Republiken der Russischen Föderation und kann eine eigenständige Wirtschaftspolitik betreiben. Erdöl- und Erdgasvorkommen, die zum Teil noch nicht erschlossen sind, tragen zum Reichtum der Republik bei.
Im Jahr 2009 betrug das Bruttoregionalprodukt (BIP) 878 Milliarden Rubel – rund 22 Milliarden Euro (2006: 620 Milliarden Rubel – rund 15 Milliarden Euro). Den größten Anteil an der Industrieproduktion haben: der Bergbau mit 33,1 %; die Produktion von Fahrzeugen und Ausrüstung (Flugzeuge – Kasanski awiazionny sawod und Lastwagen – KAMAZ) mit 12,3 %; die chemische Produktion mit 11,9 %; die petrochemische Produktion mit 9,4 % und die Produktion von Energie, Gas und Wasser mit etwa 9 %. In Tatarstan gibt es eine Sonderwirtschaftszone in Alabuga, mehrere Technologie- und Industrieparks.
Rund die Hälfte des Bodens der Republik wird landwirtschaftlich genutzt. Im Mittelpunkt steht dabei der Anbau von Getreide und Futterpflanzen. Darüber hinaus werden Rinder- und Pelztierzucht betrieben.
Das Verkehrsnetz ist gut entwickelt, wozu auch die Schifffahrt auf mehreren Flüssen (u. a. Wolga und Kama) beiträgt. Es gibt Binnenhäfen in Kasan und Nabereschnyje Tschelny. In Tatarstan gibt es zwei internationale Flughäfen: den Flughafen Kasan (mit föderaler Bedeutung) und den Flughafen Begischewo, 19 Kilometer entfernt von Nischnekamsk, der allerdings nur für die Republik von Bedeutung ist. Der Flughafen Bugulma sichert den interregionalen und lokalen Luftverkehr.
Kleine und mittelständische Unternehmen haben einen Anteil von 20 % am Bruttoinlandsprodukt, das ist im russischen Maßstab der höchste Anteil. Nach Einschätzung von russischen Bundesbehörden nimmt Tatarstan nach Moskau die zweite Stelle in der wirtschaftlichen Entwicklung ein.

## Verwaltungsgliederung und Städte

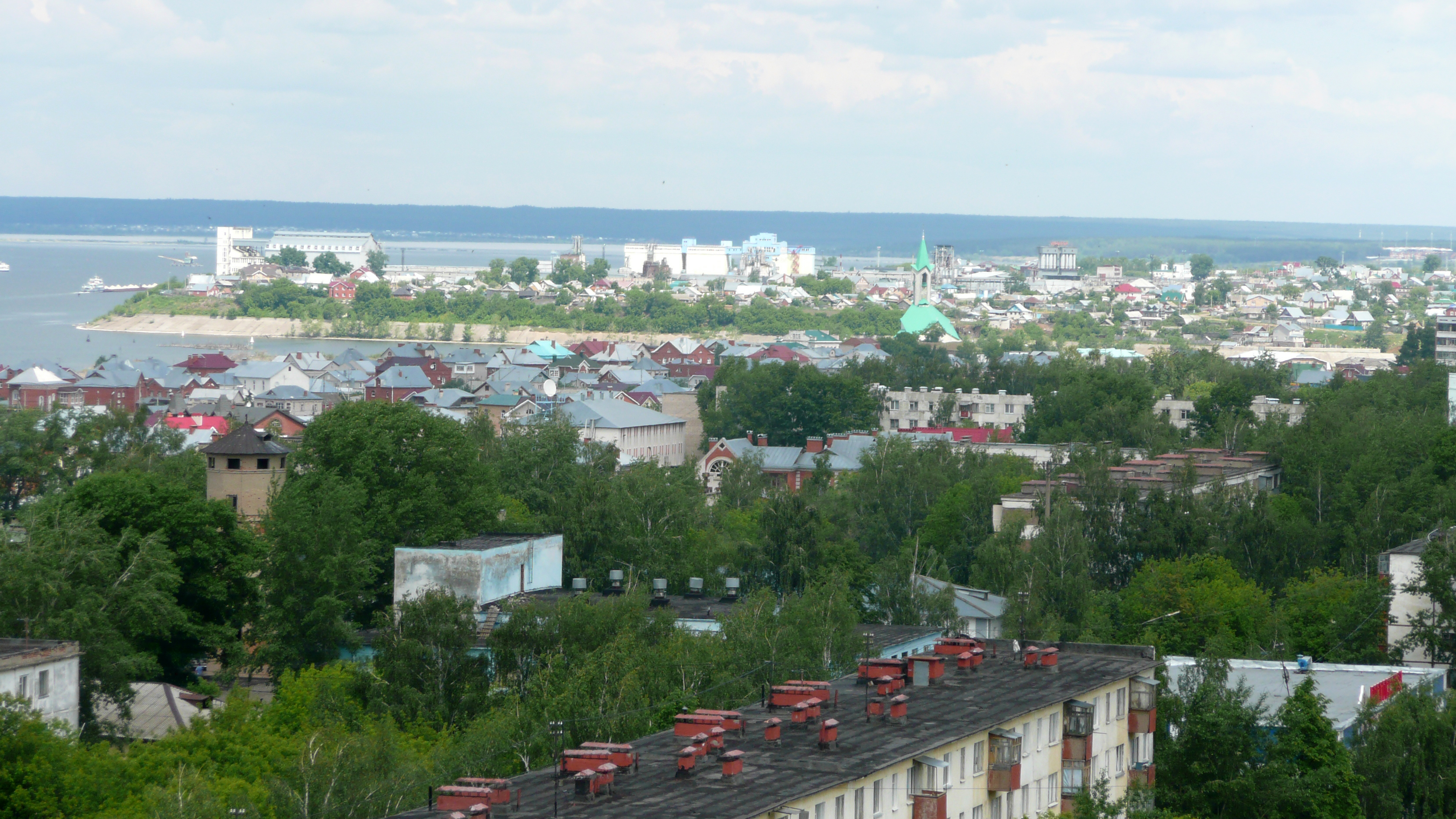
Nabereschnyje Tschelny, zweitgrößte Stadt Tatarstans

Die Republik Tatarstan gliedert sich in 43 Rajons und zwei Stadtkreise. Stadtkreise bilden die Hauptstadt der Republik und Millionenstadt Kasan sowie Nabereschnyje Tschelny. Zwölf weitere Städte gelten als Städte republikanischer Bedeutung, sind aber den zugehörigen Rajons unterstellt, darunter Almetjewsk, Bugulma, Jelabuga, Leninogorsk, Nischnekamsk, Selenodolsk und Tschistopol mit jeweils mehr als 50.000 Einwohnern. Insgesamt gibt es in der Republik 22 Städte und 18 Siedlungen städtischen Typs.
| Name                   | Russisch         | Tatarisch   | Einwohner (14. Oktober 2010) |
| ---------------------- | ---------------- | ----------- | ---------------------------- |
| Kasan                  | Казань           | Qazan       | 1.143.535                    |
| Nabereschnyje Tschelny | Набережные Челны | Çallı       | 513.193                      |
| Nischnekamsk           | Нижнекамск       | Tübän Kama  | 234.044                      |
| Almetjewsk             | Альметьевск      | Älmät       | 146.393                      |
| Selenodolsk            | Зеленодольск     | Yäşel Üzän  | 97.674                       |
| Bugulma                | Бугульма         | Bögelmä     | 89.204                       |
| Jelabuga               | Елабуга          | Alabuğa     | 70.728                       |
| Leninogorsk            | Лениногорск      | Leninogorsk | 64.127                       |
| Tschistopol            | Чистополь        | Çistay      | 60.755                       |